# Hedwig Eppstein

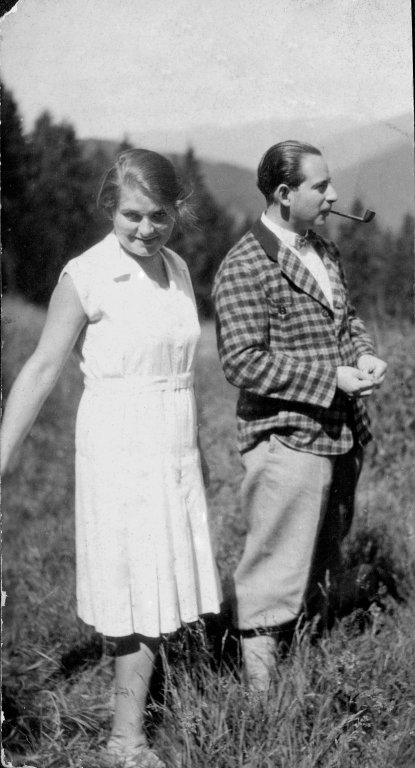
Hedwig und Paul Eppstein beim Aufstieg zum Ifen, 1937

Hedwig Eppstein, geborene Strauß (* 6. Januar 1903 in Mannheim; † 31. Oktober 1944 in Auschwitz) war eine deutsche Psychologin und die erste Promovendin am Psychologischen Institut der Universität Heidelberg. Zur Zeit des Nationalsozialismus wurde sie als Jüdin verfolgt und setzte sich gleichzeitig für jüdische Kinder ein. Im Zuge des Holocaust wurde sie im KZ Auschwitz-Birkenau ermordet.

## Leben
Hedwig Eppsteins Eltern waren der Viehhändler August/Anschel Strauß und Mathilde Strauß, geborene Oppenheimer. Hedwig war die zweite Tochter des jüdischen Ehepaares; ihre ältere Schwester Anna Friederike war 1899 geboren worden. Die Familie Strauß wohnte in der Collinistraße 20 in Mannheim. Dort besuchte Hedwig das Liselotte-Gymnasium  in der Abteilung höhere Mädchenschule mit Fortbildungskurs.
Ab Anfang der 1920er Jahre studierte sie an der Universität Heidelberg Psychologie. Sie war die erste Person, die 1927 am 1925 neu eingeführten Psychologischen Institut promovierte.
Von 1927 bis 1933 war sie im Jüdischen Frauenbund aktiv und setzte sich als Sozialberaterin für jüdische Kinder ein. Am 14. August 1930 heiratete sie den Soziologen und Volkswirt Paul Eppstein. Drei Jahre später zog das Ehepaar nach Berlin, da Paul dort bei der Reichsvertretung der Deutschen Juden arbeitete. Hedwig wurde in Berlin Mitarbeiterin der jüdischen Jugendhilfe.

## Leben im Nationalsozialismus
In Berlin wurde Hedwig 1938 Leiterin der Berliner Kinder- und Jugend-Alija, eine Organisation, die im Nationalsozialismus möglichst viele Kinder nach Palästina zu verschicken versuchte. Dadurch konnte sie zahlreichen Juden die Flucht nach England, Eretz Israel oder in die USA ermöglichen. Zwischen den Jahren 1937 und 1943 brachte Hedwig in einem Briefwechsel mit Freunden und Verwandten ihre Gedanken, Hoffnungen und Befürchtungen zum Ausdruck und hinterließ damit eindrückliche Dokumente.
Am 26. Januar 1943 wurden sie und ihr Ehemann in das Ghetto Theresienstadt deportiert. Paul Eppstein wurde in der Kleinen Festung Theresienstadt im September 1944 erschossen. Hedwig Eppstein wurde am 28. Oktober 1944 nach Auschwitz deportiert und dort am 31. Oktober 1944 ermordet.

## Ehrungen

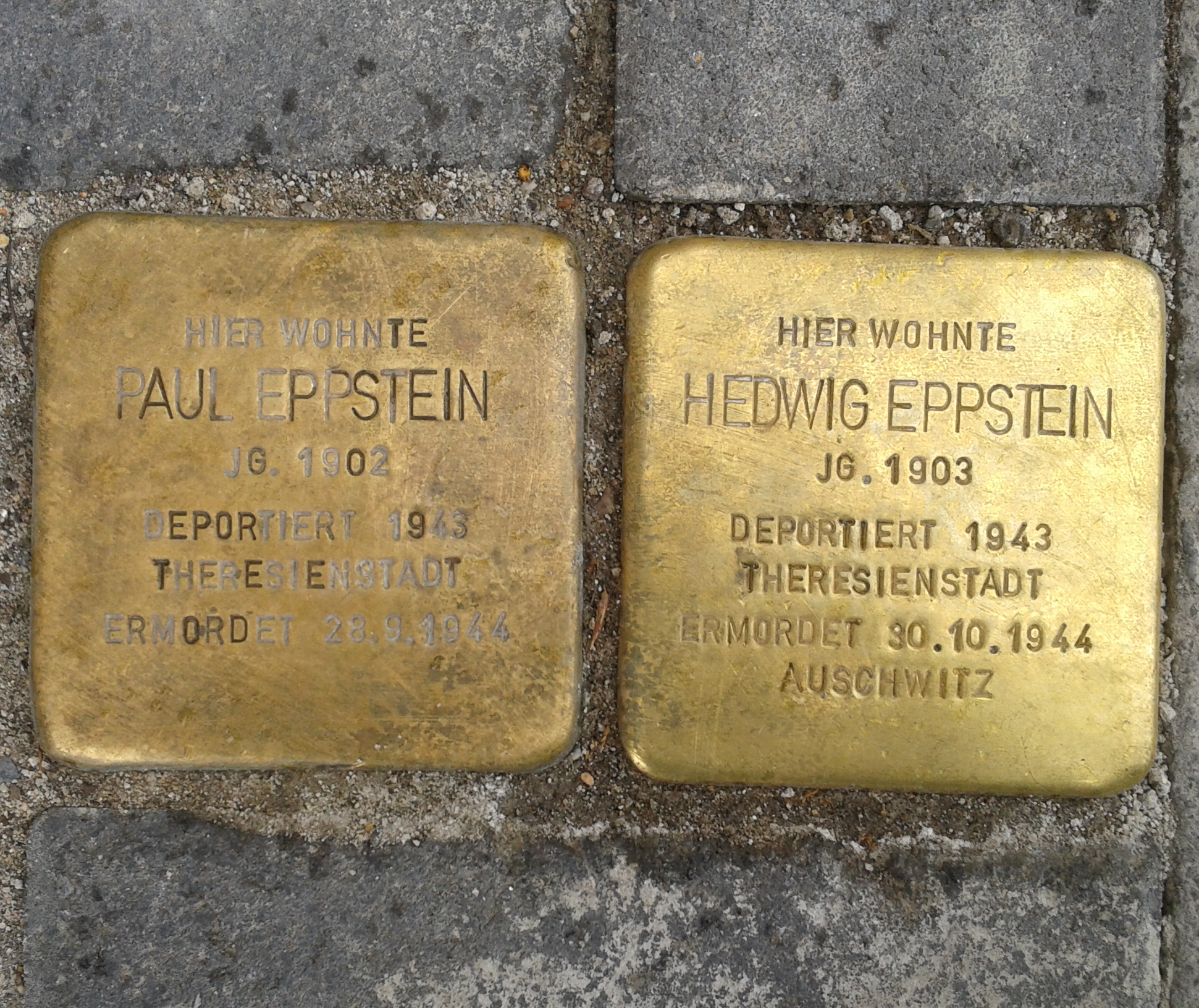
Stolpersteine des Ehepaars Eppstein in Mannheim

Ein Stolperstein zum Gedenken an Hedwig Eppstein wurde 2013 vor ihrem ehemaligen Wohnort in der Collinistraße 20 in Mannheim verlegt. 2021 beschloss der Mannheimer Gemeinderat, eine Straße im neuen Wohngebiet Spinelli nach ihr zu benennen.